# Schmetterling Verlag
Der Schmetterling Verlag ist ein 1986 gegründeter Buchverlag mit Sitz in Stuttgart. Schwerpunkte der Verlagsarbeit sind inzwischen Fremdsprachendidaktik und der Bereich politisches Sachbuch.

## Geschichte
Der Schmetterling Verlag wurde 1986 aus der Dritte-Welt-Bewegung heraus von den Wirtschaftsingenieuren Jörg Hunger und Paul Sandner in Stuttgart gegründet und war zunächst als Politikverlag konzipiert.
Hunger und Sandner gründeten den Verlag in der Rechtsform einer Gesellschaft bürgerlichen Rechts (GbR). Später änderten sie die Rechtsform in die Schmetterling Verlag Jörg Hunger und Paul Sandner OHG, die im April 2002 in das Handelsregister eingetragen wurde. Im Dezember 2002 folgte die Umwandlung in die Rechtsform einer Gesellschaft mit beschränkter Haftung. Die neue Firmierung lautet Schmetterling Verlag GmbH. Geschäftsführer der GmbH sind weiterhin Jörg Hunger und Paul Sandner.

## Programm
Inhaltliche Schwerpunkte der ersten Jahre waren das Verhältnis der Industrienationen und der von ihnen dominierten Institutionen zur Dritten Welt sowie die postkolonialen Befreiungsbewegungen, insbesondere in Lateinamerika. Heute bilden Einführungen in Grundbegriffe linker Gesellschaftstheorie, zusammengefasst in der Reihe theorie.org, sowie weiterführende Schriften zu diesem Themenbereich einen Schwerpunkt. Die Bücher der Reihe theorie.org wurden im Zeitraum von Mai 2002 bis Juli 2017 100.000 Mal verkauft. Es sind 27 Bände erschienen. Der Verlag führt in seinem Programmbereich Politik und Kultur u. a. ein Angebot zu den Themen Ökologie, Ernährung, Dritte Welt und Antifaschismus. Zudem verlegt der Schmetterling Verlag auch Werke im Bereich der Belletristik, und zwar in erster Linie afrikanische Frauenliteratur. Zu den bekannten Autoren in dieser Linie gehört z. B. die ghanaische Schriftstellerin Amma Darko.
Außerdem pflegt der Verlag inzwischen ein breites Fremdsprachen-Programm mit didaktischen Materialien und Lektüren für den Spanischunterricht sowie Lehrbüchern, u. a. für Chinesisch, Kroatisch, Polnisch, Portugiesisch, Spanisch und Tschechisch. Wie die Fachzeitschrift BuchMarkt berichtete, verfolgt der Verlag nach eigener Aussage „neue Wege im Fremdsprachenunterricht“ und setzt dabei „innovative Konzepte auf dem Buchmarkt um“, wie z. B. für die „Zukunftssprache Chinesisch“ u. a. ein Intensivkurs für Anfänger, leichte Lektüren für Fortgeschrittene und ein didaktisierter Roman oder für den Spanischunterricht sogenannte SelbstLernEinheiten, welche die Erarbeitung von grammatischen Phänomenen im Selbststudium ermöglichen.

## Mitgliedschaften
Der Schmetterling Verlag ist u. a. auf der Leipziger Buchmesse und der Linken Literaturmesse Nürnberg vertreten sowie Mitglied im Börsenverein des Deutschen Buchhandels. Der Verlag ist angeschlossen an die aLiVe-Verlagsauslieferung linker Verlage.

## Buchreihen und Autoren (Auswahl)
Der Verlag führt u. a. folgende Buchreihen:
- theorie.org
- ¡España de arriba a abajo!
- Temas hispanicos
- Colección azul
- CINELE. Film im Spanischunterricht
- Besserwisser (Sprachen: Italienisch, Russisch, Spanisch, Chinesisch, Englisch, Französisch)

Zu den Autoren des Schmetterling Verlags gehören u. a.: Johannes Agnoli, Wolfram Beyer, Hans-Jürgen Burchardt, Amma Darko, Kai Ehlers, Alexander Emanuely, Carlos Rodrigues Gesualdi, Nicolás Guillén, Michael Heinrich, Friedrich Paul Heller,
Manuel Kellner, Else Kienle, Jochen Knoblauch, Anton Maegerle, Hansel Mieth, Gisela Notz, Karl Heinz Roth, 
Jolanta Rudolph, Hans Scheugl, Rainer Trampert, Heinz-Jürgen Voß, Felix Klopotek, Winfried Wolf, Harry Waibel, Ralf Hoffrogge, Andreas Peham und Klaus Gietinger.